# Hébélome radicant
Hebeloma radicosum
Espèce
Synonymes
- Agaricus radicosus Bull., 1784 - basionyme[1]
- Dryophila radicosa (Bull.) Quél., 1886[1]
- Roumeguerites radicosus (Bull.) Locq. 1979[1]
- Myxocybe radicosa (Bull.) Fayod, 1889[1]
- Agaricus radicatus Pers., 1801[1]

Hebeloma radicosum, l’Hébélome radicant,  est un champignon agaricomycète du genre Hebeloma et de la famille des Strophariaceae. Cet Hébélome, présent sur l'ensemble de l'écozone holarctique, est bien caractérisé par son pied radicant, son anneau et son odeur d'amande amère. En association avec certains feuillus, il pousse sur les latrines des terriers de micro-mammifères où il se nourrit des composés ammoniacaux.

## Taxonomie

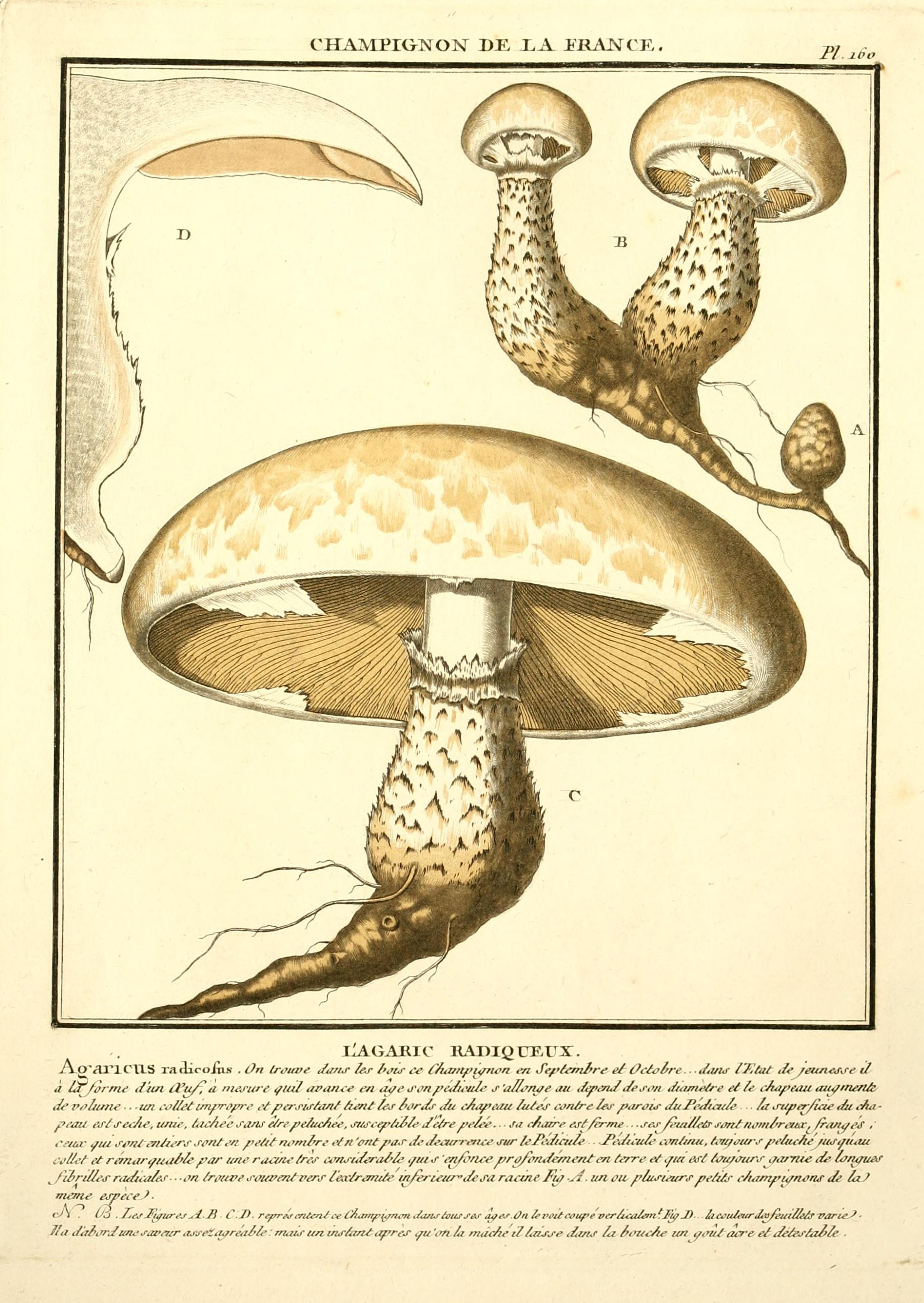
Illustration de Pierre Bulliard de 1784 sous le nom Agaricus radicosus.

L’Hébélome radicant est décrit pour la première fois par le naturaliste Français Champenois Pierre Bulliard en 1784 sous le nom Agaricus radicosus dans son ouvrage intitulé « Herbier de la France, ou Collection complète des plantes indigènes de ce royaume » (neuf volumes comprenant plus de six cents planches colorées). Le genre Agaricus est alors d'une définition bien plus large, se rapprochant de l'actuel Ordre des Agaricales,. 
Cette espèce est ensuite recombinée dans de nombreux genres suivant les sensibilités et définitions des mycologues : elle sera successivement rangée au sein de Pholiota par l'Allemand Paul Kummer en 1871, de Dryophila par le Jurassien Lucien Quélet en 1886, de Myxocybe par le Suisse Victor Fayod en 1889 et de Roumeguerites par le Lyonnais Marcel Locquin en 1979. L'histoire retiendra les opinions de l'Allemand Adalbert Ricken qui place l'espèce au sein d'Hebeloma en 1911 dans une définition du genre mise en place par Paul Kummer en 1871 sur une base de l'Allemand Elias Magnus Fries, scientifique à l'origine de la mycologie moderne.

## Systématique

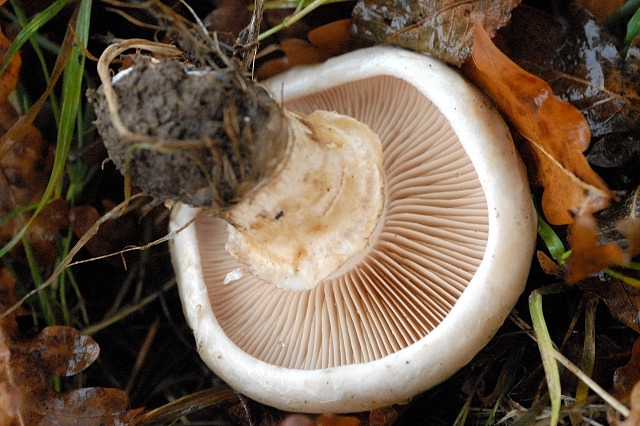
Hebeloma radicosum (Belgique).

Le genre Hebeloma est assez facile à distinguer des autres genres avec ses sporophores petits de forme collybioïde à grands de forme tricholomatoïde, de couleurs ternes, à lames brunes dégageant une forte odeur de rave. Au sein de ce genre où il est souvent nécessaire de travailler sous microscope pour déterminer les espèces, Hebeloma radicosum fait figure d'exception, tout du moins en Europe : il est le seul à dégager une odeur d'amande amère, le seul à posséder un pied radicant et le seul à être orné d'un anneau.
Selon une étude phylogénétique des espèces européennes du genre Hebeloma, H. radicosum est à une position basale de la sous-section nommée Myxocybe, un sous-groupe de la section Scabrispora qui comprend notamment H. anthracophilum et H. laterinum. Cette sous-section contient les espèces H. pumilum, H. birrus, H. calyptrosporum, H. danicum et H. senescens.

## Description

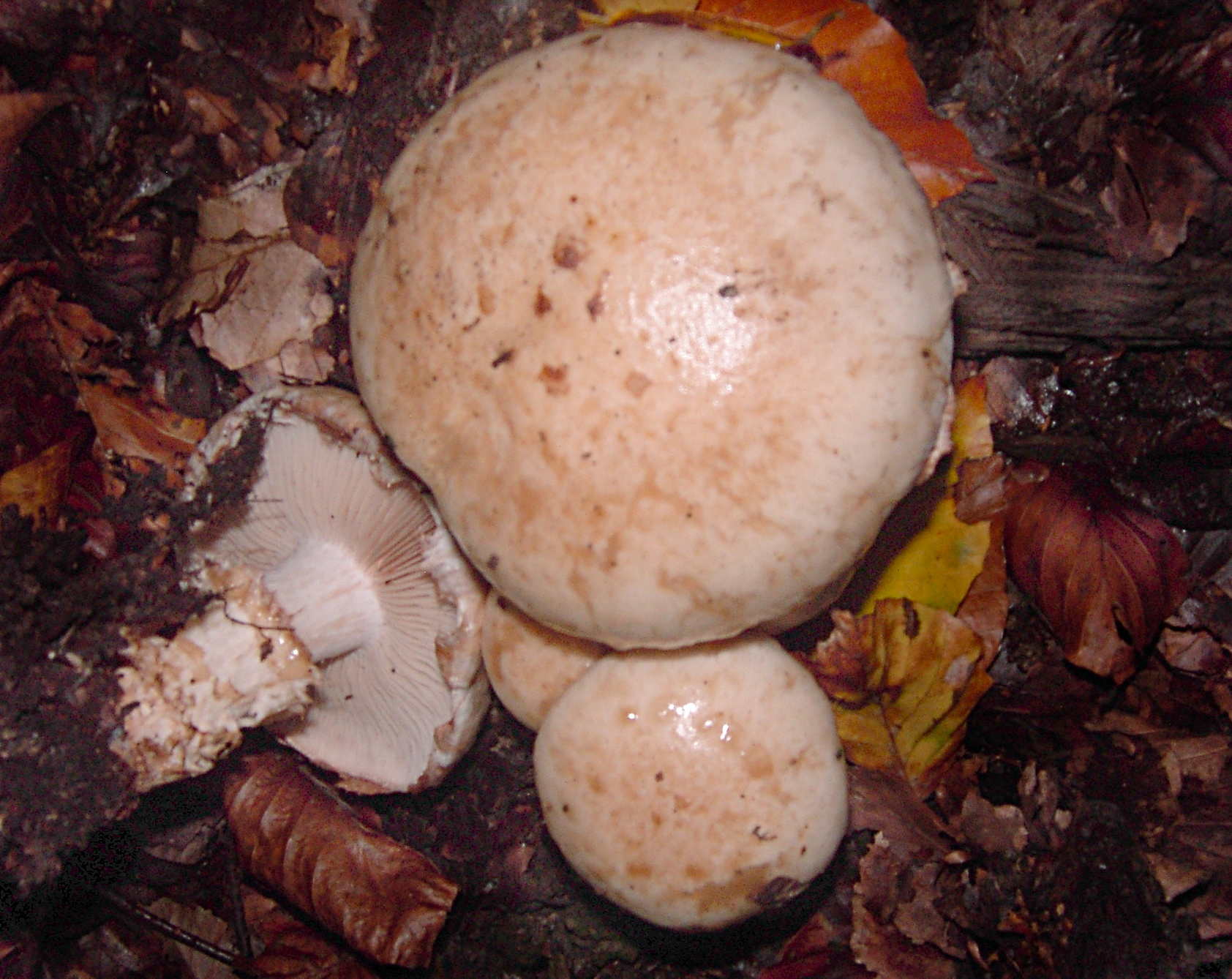
Hebeloma radicosum (Hesse, Allemagne).

L'Hébélome radicant développe un sporophore dense de taille moyenne au chapeau de 3 à 10 cm de diamètre, visqueux s'asséchant avec l'âge, présentant des écailles brunâtres sur un fond allant d'un blanc cassé à un brun clair parfois ochracé. Les lames échancrées, beiges à l'état jeune et brunissantes avec le temps, sentent l'amande amère. Le pied, mesurant de 7 à 11 (18) cm pour 1 à 2,5 cm de diamètre, orné de la même couleur que le chapeau, est prolongé par une racine souvent longue. Il est engainé dans une armille écailleuse terminant par un anneau membraneux. La chair blanche a une saveur amère. Il s'agit d'un champignon toxique,.
L'Hébélome exhale une forte odeur agréable de massepain, de laurier-cerise ou d'amande amère dont les composés aromatiques responsables ont été identifiés comme étant le benzaldéhyde, le 2-Phényléthanol, l'acide phénylacétique, le N-formylaniline et le 1-octen-3-ol.
Les spores en forme d'amande et verruqueuses mesurent de 8 à 8,5 voire 10 µm de long pour 5 à 6 µm de large. La sporée est brun rouille. Des cystides surmontent les arêtes de ses lames,.

## Écologie

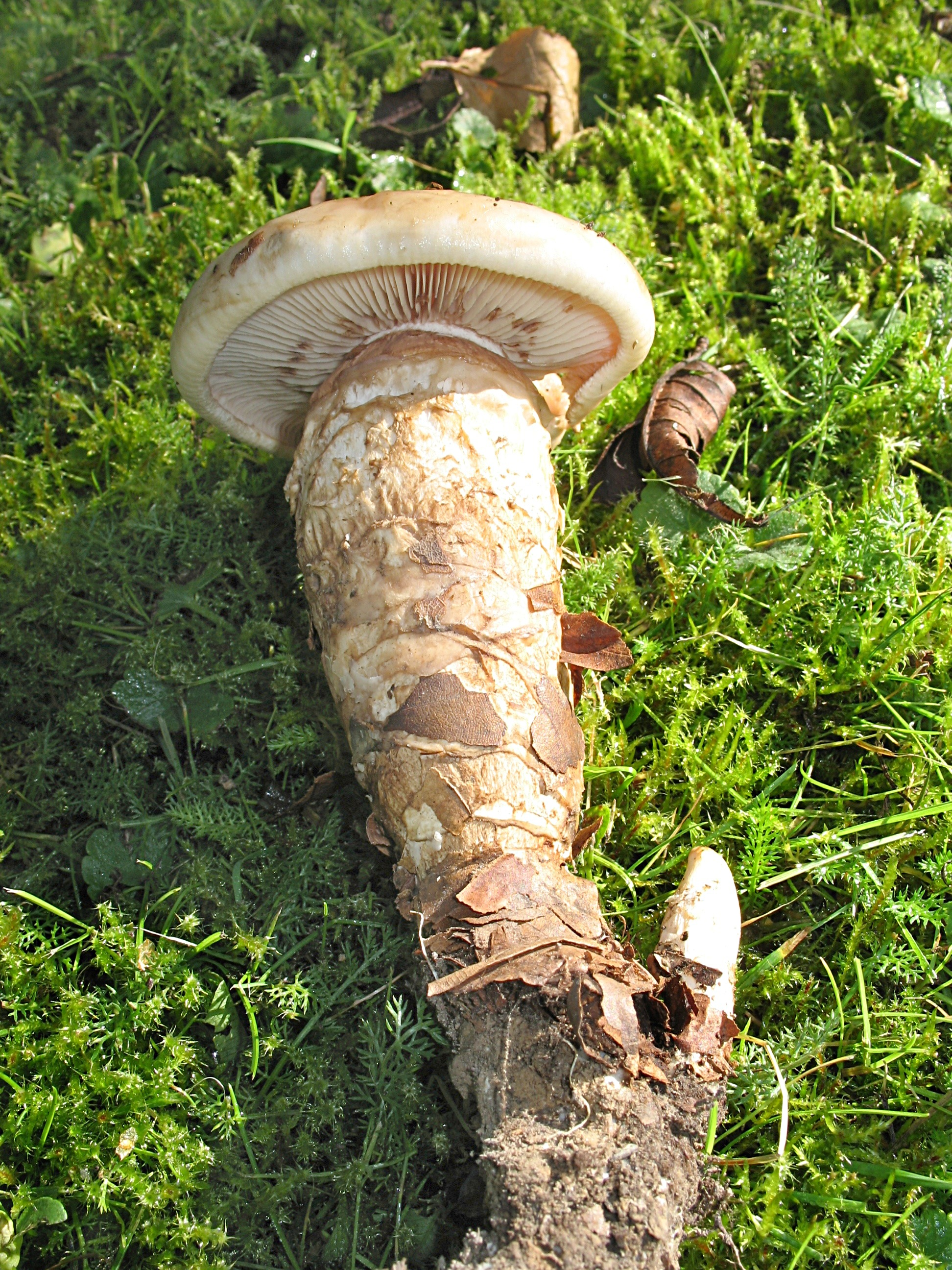
Hebeloma radicosum (Hesse, Allemagne).

L'Hébélome radicant se développe en association mycorhizienne avec les feuillus notamment les Fagacées dont le Hêtre, les Chênes, les Bouleaux et les Salicacées dont les Saules. Les Pinacées ne semblent pas agir en hôtes de cette espèce. Il se nourrit des excréments en décomposition dans les latrines des galeries d’animaux fouisseurs insectivores tels que les taupes (Urotrichus, Euroscaptor, Mogera et Talpa), les mulots (Apodemus) et les musaraignes (Sorex), voire de lapins dans des garennes abandonnées,,.
L'Hébélome radicant est au cœur d'une relation tripartite animal/champignon/arbre : son mycélium digère les composés ammoniacaux issus des matières en décomposition animales pour les communiquer à ses arbres symbiontes. Les petits animaux produisant les déchets ne semblent se nourrir ni des champignons ni des arbres mais en dépendent pour le nettoyage de leurs propres habitats, puisque les mycorhizes éliminent les produits dérivés de ces déchets. Il s'agit alors d'un nettoyage symbiotique. 
Ce type de champignon est nommé « champignon ammoniacal (en) », un groupe également composé de champignons se développant sur les déchets de nids de guêpes sociales et aux alentours de vieux cadavres. À ce titre, Hebeloma danicum et H. radicosoides sont des espèces proches.

## Distribution

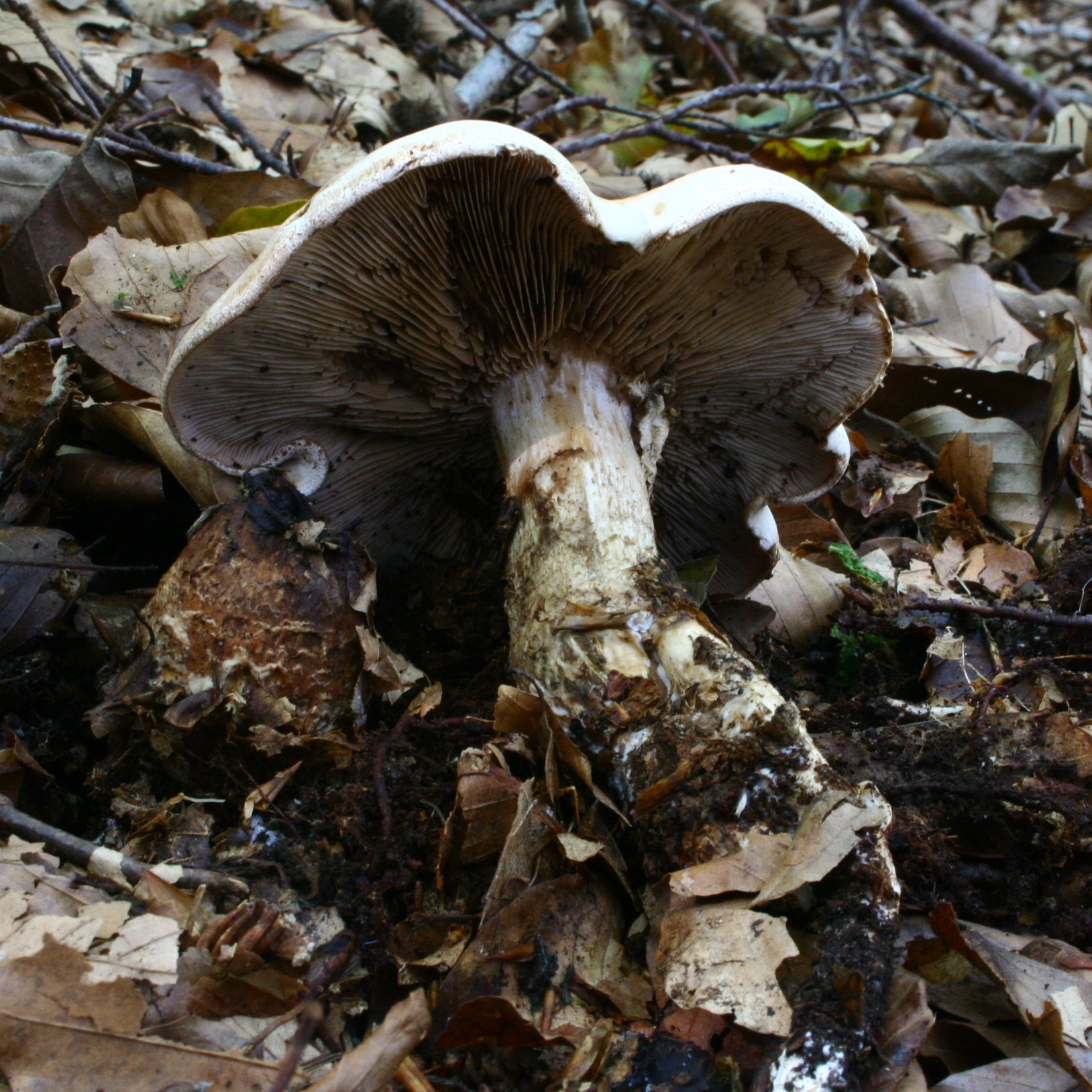
Hebeloma radicosum vieillissant (Château-Chinon, France).

L'Hébélome radicant est présent en Amérique du Nord et en Eurasie de la France au Japon. En France, il est plus référencé en climat continental qu'en climats méditerranéen et océanique.